# Glyphodes subamicalis
Glyphodes subamicalis là một loài bướm đêm trong họ Crambidae.